# Planodema ferreirai
Planodema ferreirai là một loài bọ cánh cứng trong họ Cerambycidae.